# 김형규 (1976년)
김형규(金亨圭, 1976년 1월 29일~)는 대한민국의 치과의사이자, 방송인, 가수, 연기자, 뮤지컬배우이다.

## 주요 이력
초등학교 시절 잠시 오스트레일리아 유학을 하기도 한 그는 1995년 데뷔 당시에서도 서울대학교에 재학 중이라는 사실이 알려져 화제를 모았으며, 2003년에서 2005년까지는 대한민국 남성 3인조 힙합 그룹인 킹조의 멤버로 활동하였다.

## 생애 및 활동
1976년에 태어난 김형규는 1994년 서울대학교 치의예과에 입학하였고, 이듬해 1995년에 KMTV의 방송 프로그램인 《I Love Pops》에 출연하면서 방송 분야에 첫 입문하였다. 2000년에 치과의사 자격증을 취득하고 2003년에는 3인조 힙합 록 음악 그룹의 킹조의 보컬리스트 겸 래퍼가 되었다가 2005년에 치과병원을 개설하면서 모든 방송 활동을 중단하였다. 그 해에 대한민국 보건복지부로부터 보건복지부 장관상을 수상하였고, 다음 해인 2006년에 대한민국 모던 록 그룹인 자우림의 멤버이자, 싱어송라이터인 김윤아와 결혼하였다.

## 학력
- 대성고등학교 (졸업)
- 서울대학교 치의학과 (학사)

## 출연작

### 뮤지컬
- 《로키 호러쇼》(2002년)

### TV 드라마
- 《비바 앙상블》 (2017년, KBS2) ... 담임 역
- 《반짝반짝 들리는》 (2018년, KBS2) ... 도둑 남 역
- 《보이스》 (2017년, OCN)

### TV 방송
- 《결정! 인기가요 43》 (2002년, KMTV)
- 《아빠본색》 (2017년, 채널A)
- 《사장님이미쳤어요》(2018년, KBS)
- 《잠시만 빌리지》(2018년, KBS)
- 《좋은 친구들》(2019년, SBS)

### 뮤직비디오
- 2002년 박경림 - 착각의 늪

## 수상 내역
- 제1회 KMTV 뮤직스타 선발대회 금상
- 2005년 대한민국 보건복지부 장관상